# Sagittaria lancifolia
Sagittaria lancifolia är en svaltingväxtart som beskrevs av Carl von Linné. Sagittaria lancifolia ingår i släktet pilbladssläktet, och familjen svaltingväxter.

## Underarter
Arten delas in i följande underarter:
- S. l. lancifolia
- S. l. media

## Bildgalleri

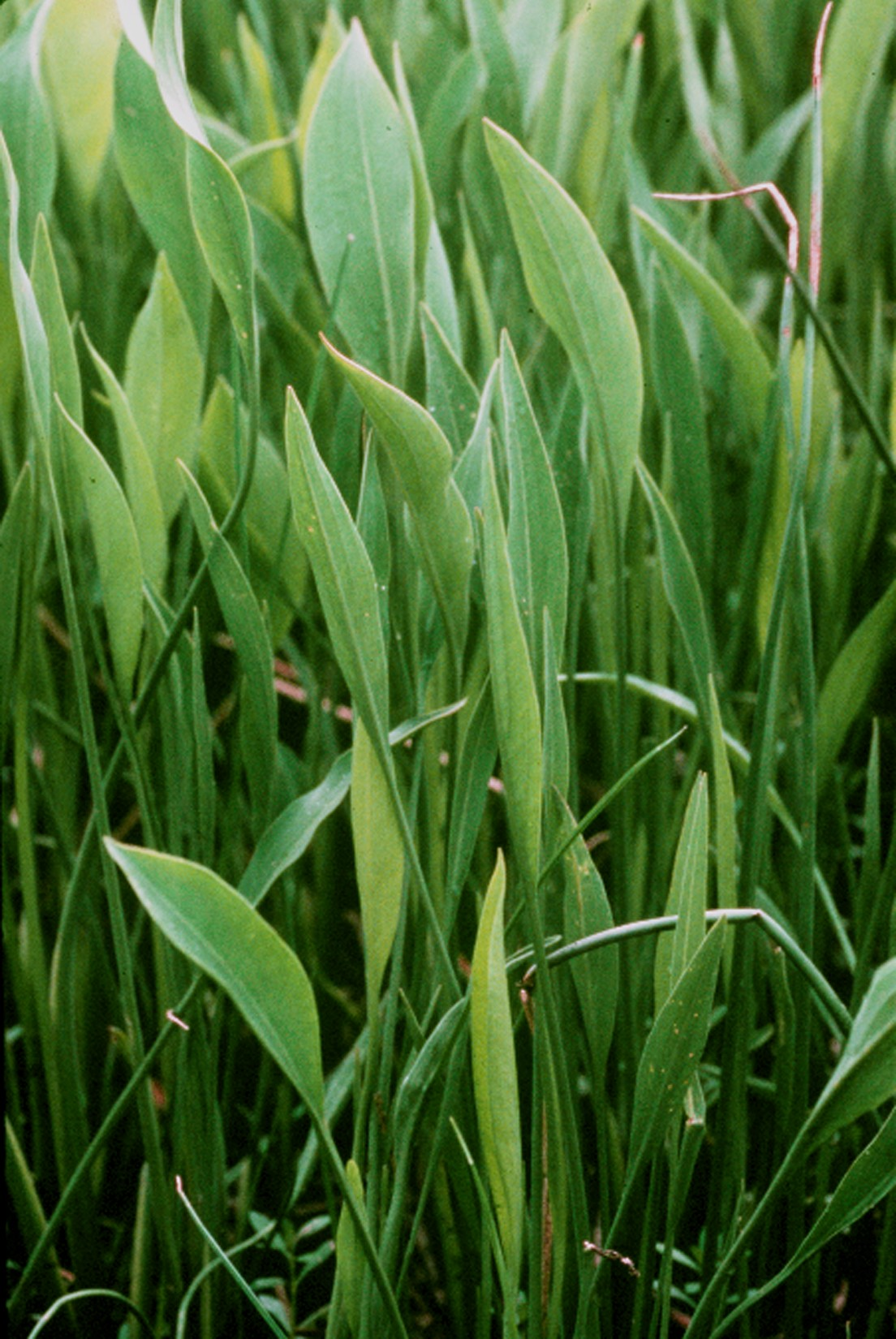